# ديفيد رامزي
ديفيد رامزي (بالإنجليزية: David Ramsay) هو مؤرخ وطبيب وسياسي أمريكي، ولد في 2 أبريل 1749 في مقاطعة لانكستر في الولايات المتحدة، وتوفي في 8 مايو 1815 في تشارلستون في الولايات المتحدة. انتخب عضو مجلس ولاية كارولاينا الجنوبية.